# Maryna Tkachenko
Maryna Ihorivna Kopcha, también conocida como Maryna Tkachenko, (en ucraniano: Марина Ігорівна Копча-Ткаченко; Mukáchevo, 29 de agosto de 1965) es una entrenadora y exjugadora de baloncesto ucraniana. Obtuvo la medalla de oro en los Juegos Olímpicos de Barcelona 1992 representando a la CEI, y se consagró campeona del Eurobasket Femenino en 1991 con la selección de la Unión Soviética y en 1995 con la selección de Ucrania.

## Trayectoria
Tkachenko asistió al Internado Deportivo Integral de Kiev y luego al Instituto Estatal de Cultura Física de Ucrania, especializándose en la práctica del baloncesto.
Debutó en el equipo superior de Dynamo Kiev en 1983. Fue parte de la escuadra que se coronó campeona de la Copa Ronchetti en 1988. Al año siguiente fue transferida al club Moldavia de Chisináu, sólo para retornar en 1990 al Dynamo Kiev.
Dejó su país en 1994 para jugar una temporada con el Sopron de Hungría y otra con el SparkassenStars Bochum de Alemania. 
Retornó a Ucrania en 1996 con la intención de asumir como jugadora-entrenadora del Tim SCUF Kiev. Se retiró en 2001. Sin embargo siguió desempeñándose como entrenadora del Tim SCUF y estuvo a cargo de la selección femenina de baloncesto de Ucrania entre 2004 y 2007.

### Selección nacional

#### URSS
Tkachenko fue miembro del equipo soviético que conquistó el Campeonato Europeo de Baloncesto Femenino Sub-18 de 1986.
Con la selección absoluta de la Unión Soviética obtuvo el cuarto puesto del torneo de baloncesto femenino de los Juegos de la Buena Voluntad de 1990 y conquistó el Campeonato Europeo de Baloncesto Femenino de 1991.
Fue galardonada con el título de Maestra Honorífica del Deporte de la URSS.

#### CEI
Ante la disolución de la Unión Soviética en diciembre de 1991 y la creación de la Comunidad de Estados Independientes como su sucesora, el Comité Olímpico Internacional anunció que los atletas del extinto país integrarían una delegación con el nombre de Equipo Unificado.
Tkachenko formó parte de la escuadra de baloncesto femenino del Equipo Unificado del CEI que participó de los Juegos Olímpicos de Barcelona 1992 y que terminaría por conseguir la medalla de oro. 

#### Ucrania
Representado a Ucrania, Tkachenko lideró al equipo que se impuso en el Campeonato Europeo de Baloncesto Femenino de 1995 y que luego terminaría en la cuarta ubicación en los Juegos Olímpicos de Atlanta 1996.

## Vida personal
Maryna Tkachenko estuvo casada con Ihor Tkachenko, de quien adoptó el apellido. Su marido se desempeñó como jugador e instructor de baloncesto, pero a mediados de la década de 1980 se involucró en el submundo del crimen organizado en Ucrania, llegando luego a dirigir una red de prostitución y tráfico de drogas mientras en paralelo se desempeñaba como entrenador y presidente del Tim SCUF Kiev. Fue asesinado en 2001.